# Ludvik Pogačnik
Ludvik Pogačnik, slovenski tiskar, telovadec in partizan, * 9. junij 1918, Budimpešta, † 24. september 1944, Na Logu.

## Življenjepis
Rojen je bil v Budimpešti v delavski družini. Izučil se je za knjigotiskarskega strojnika in delal v domačem podjetju, tiskarni Kolektor. Zahaj je v gore in telovadil pri Sokolu v Stražišču. Nastopal je tudi v igralski skupini.
Med vojno je bil nasilno mobiliziran v nemško vojsko, k partizanom je odšel takoj ko je prvič prišel domov. Delal je v partizanski tiskarni Trilof v Ločnici pri Medvodah. Ko so septembra tiskarno selili v Davčo so kolono pod sv. Volbenkom napadli Nemci. V spopadu je Ludvik padel.